# Marian Vanghelie
Daniel Marian Vanghelie (n. 28 februarie 1968, București, România) este un politician social-democrat din România, fost primar al sectorului 5 al municipiului București între 2000-2015. La 6 aprilie 2015 Vanghelie a fost suspendat din funcția de primar, din cauza arestului preventiv pe motive de corupție. Vanghelie a fost primar timp de 4 mandate, membru recunoscut și vice-președinte al Partidului Social Democrat. Marian Vanghelie a fost președintele Organizației PSD a Municipiului București.
Marian Vanghelie și-a lansat cariera pe scena politică în anul 2000, moment în care a fost ales primar al sectorului 5. În cadrul alegerilor locale din anul 2004, în timp ce a candidat ca independent, Vanghelie a fost singurul dintre cei 6 primari de sector ai Bucureștiului care a câștigat din primul tur de scrutin, cu o marjă de 27%. În urma victoriei electorale, el și-a consolidat poziția în Partidul Social Democrat, formațiunea politică deținând astfel 2 mandate locale.
Împreună cu soția lui, Charlotte, are un fiu, Alexandru (n. 1994). Părinții lui Vanghelie au divorțat când acesta era copil și tatăl lui, care e evreu, emigrat în Israel, unde este om de afaceri. Mai are un frate, Paul.
Marian Vanghelie este renumit pentru perlele gramaticale, precum conjugarea verbului „a fi” la emisiunea 100%
sau pluralul „almanahe” pentru cuvântul „almanah” într-o conferință de presă, acest lucru aducându-i porecla de „primarul care este”.

## Vezi și
- Lista primarilor sectoarelor bucureștene după 1989